# نحب الأرز
نحب الأرز (باليابانية: ラブ米 -WE LOVE RICE-، بالروماجي: Rabu Kome: We Love Rice) هي سلسلة مانغا نشرت من قبل كوميك سمارت مجلة غانما!، منذ 24 فبراير عام 2017 حتى 28 يوليو عام 2017. أنتجت إلى مسلسل أنمي تلفزيوني من قبل إينكوراج فيلمز،
عرض الأنمي في 5 أبريل عام 2017 واستمر عرضه حتى 23 ديسمبر عام 2017، وتكون من 24 حلقة.

## القصة
تدور أحداث القصة عن خمسة طلاب ملهمين بالأرز في أكاديمية كوكوريتسو إناهو، وهي مدرسة على وشك الإغلاق، ويشكلون مجموعة جديدة تسمى "حب الأرز".يعمل الطلاب الخمسة بجد في محاولة ليحل الأرز محل الخبز باعتباره الحبوب الشعبية في المدرسة، لكن جهودهم تواجه تحديًا من قبل الطلاب الجدد.

## الشخصيات

### الشخصيات الرئيسية
هيكاري هينو (باليابانية: ひのひかり، بالروماجي: Hino Hikari)
أداء صوتي: مارك إيشي
نيشيكي ساسا(باليابانية: ささにしき، بالروماجي: Sasa Nishiki)
أداء صوتي: تشيهارو ساواشيرو
بوري هيتومي (باليابانية: にこまる، بالروماجي: Hitome Bore)
أداء صوتي: سوسوكي سونا
كوماتشي أكيتا (باليابانية: ひとめぼれ، بالروماجي: Akita Komachi)
أداء صوتي: ميساي كوموري
مارو نيكو (باليابانية: あきたこまち ، بالروماجي: Niko Maru)
أداء صوتي: نينا تاماكي

### شخصيات ثانوية
آن (باليابانية: アン / ショート، بالروماجي: an / shoto)
أداء صوتي: جونيا إينوكي
شوكو (باليابانية: ショック / ロール، بالروماجي: shokku / roru)
أداء صوتي: يوتو سوزوكي
كاري (باليابانية: キャリー / ガトー ، بالروماجي: kyari / gato)
أداء صوتي: غينكي أوكاوا [الإنجليزية]
شو (باليابانية: ショウ / こだわり، بالروماجي: shou / kodawari)
أداء صوتي: شوتارو موريكوبو
أويديماي (باليابانية: おいでまい، بالروماجي: Oidemai)
أداء صوتي: تتسيا كاكيهارا

### شخصيات أخرى
تشينكو بوزو (باليابانية: ちんこ坊主، بالروماجي: Chinko Bōzu)
أداء صوتي: توموكازو سوغيتا
موري نوكوما-سان (باليابانية: もりのくまさん، بالروماجي: Mori no Kuma-san)
أداء صوتي: مافيا كاجيتا
مانا-موسومي (باليابانية: まなむすめ، بالروماجي: Mana-musume)
أداء صوتي: ناتسوكو هارا
كوشيهيكاري (باليابانية: こしひかり، بالروماجي: Koshihikari)
أداء صوتي: كينجيرو تسودا
كوروا (باليابانية: クロワ، بالروماجي: Kurowa)
أداء صوتي: شوتا موريشيما
كورو آني (باليابانية: コロ姐، بالروماجي: Koro-ane)
أداء صوتي: ميهو ماساكا
كمبير (باليابانية: カマンベール، بالروماجي: kamanberu)
أداء صوتي: هيبو
غورومي (باليابانية: グル美، بالروماجي: Gurumi)
أداء صوتي: ساوري موراكيتا
غوروكو (باليابانية: グル子، بالروماجي: Guruko)
أداء صوتي: كاوري سايتو
'غوروي (باليابانية: グル江، بالروماجي: Gurue)
أداء صوتي: ريكو ساساكي [الإنجليزية]

## وصلات خارجية
- الموقع الرسمي باللغة اليابانية